# Etapa de Ribeirão Preto da Stock Car Brasil de 2012
A Etapa de Ribeirão Preto foi a quarta corrida da temporada de 2012 da Stock Car Brasil. O vencedor foi o paulista Daniel Serra, seguido pelo seu companheiro de equipe Cacá Bueno.

## Classificação

### Corrida
| Pos | Nº | Piloto            | Equipe                          | Voltas | Tempo/Aband. | Grid | Pontos |
| --- | -- | ----------------- | ------------------------------- | ------ | ------------ | ---- | ------ |
| 1   | 29 | Daniel Serra      | Red Bull Racing                 | 28     | 41min38s772  | 2    | 22     |
| 2   | 0  | Cacá Bueno        | Red Bull Racing                 | 28     | a 0s844      | 1    | 20     |
| 3   | 51 | Átila Abreu       | Mobil Super Pioneer Racing      | 28     | a 2s356      | 8    | 18     |
| 4   | 4  | Júlio Campos      | Carlos Alves Competições        | 28     | a 4s517      | 3    | 17     |
| 5   | 80 | Marcos Gomes      | Medley Full Time                | 28     | a 5s381      | 5    | 16     |
| 6   | 21 | Thiago Camilo     | RCM Motorsport/Ipiranga         | 28     | a 5s807      | 4    | 15     |
| 7   | 5  | Denis Navarro     | Vogel Motorsport/Neoquímica     | 28     | a 8s410      | 10   | 14     |
| 8   | 14 | Luciano Burti     | Boettger/Itaipava Racing Team   | 28     | a 9s604      | 14   | 13     |
| 9   | 16 | Diego Nunes       | Hot Car Competições             | 28     | a 10s652     | 9    | 12     |
| 10  | 99 | Xandinho Negrão   | Medley Full Time                | 28     | a 14s895     | 15   | 11     |
| 11  | 63 | Lico Kaesemodel   | RCM Motorsport/Credipar         | 28     | a 15s930     | 19   | 10     |
| 12  | 37 | Eduardo Leite     | Hot Car Competições             | 28     | a 16s681     | 24   | 9      |
| 13  | 28 | Galid Osman       | BMC Racing/Full Time            | 28     | a 17s768     | 13   | 8      |
| 14  | 11 | Nonô Figueiredo   | Mobil Super Pioneer Racing      | 28     | a 19s002     | 26   | 7      |
| 15  | 19 | Rodrigo Sperafico | Mico's/Prati-Donaduzzi Racing   | 28     | a 20s876     | 23   | 6      |
| 16  | 35 | David Muffato     | Boettger/Itaipava Racing Team   | 28     | a 42s468     | 28   | 5      |
| 17  | 90 | Ricardo Maurício  | Eurofarma RC                    | 27     | a 1 volta    | 12   | 4      |
| 18  | 74 | Popó Bueno        | Gramacho RZ/Linea Sucralose     | 27     | a 1 volta    | 27   | 3      |
| 19  | 10 | Ricardo Zonta     | Gramacho RZ/Linea Sucralose     | 26     | a 2 voltas   | 18   | 2      |
| 20  | 65 | Max Wilson        | Eurofarma RC                    | 24     | a 4 voltas   | 6    | 1      |
| Ret | 18 | Allam Khodair     | Vogel Motorsport/SER-Glass      | 17     | na 17ª volta | 7    |        |
| Ret | 25 | Tuka Rocha        | BMC Racing/Full Time            | 17     | na 17ª volta | 16   |        |
| Ret | 23 | Duda Pamplona     | Officer/ProGP                   | 17     | na 17ª volta | 11   |        |
| Ret | 6  | Vitor Meira       | Officer/ProGP                   | 17     | na 17ª volta | 20   |        |
| Ret | 77 | Valdeno Brito     | A. Mattheis/Shell Racing        | 17     | na 17ª volta | 22   |        |
| Ret | 1  | Antônio Pizzonia  | JF Racing/Comprafacil Nascar JF | 13     | na 13ª volta | 17   |        |
| Ret | 7  | Alceu Feldmann    | A. Mattheis/Shell Racing        | 7      | na 7ª volta  | 25   |        |
| Ret | 20 | Ricardo Sperafico | Mico's/Prati-Donaduzzi Racing   | 7      | na 7ª volta  | 21   |        |
| Ret | 88 | Pedro Boesel      | JF Racing/Comprafacil Nascar JF | 0      | na 1ª volta  | 29   |        |